# 表面波マグニチュード
表面波マグニチュード（英: Surface wave magnitude, Ms）は、表面波から計測する地震のエネルギー量を表す指標値（マグニチュード）である。
1946年にベノー・グーテンベルグはローカル・マグニチュード（リヒター・スケール）を基礎にして表面波の振幅・周期と震央距離（角度）からマグニチュードを計測する表面波マグニチュードの原型を定義した。その後、1962年にヴィット・カールニクは汎用化した表面波マグニチュードの評価式を定義し、1967年にIASPEIはマグニチュードの標準的な計測法として推奨した。
表面波マグニチュードはローカル・マグニチュードの特性・評価値を踏襲しており、表面波マグニチュードとローカル・マグニチュードはほぼ同等のマグニチュード値を計測する。

## 歴史

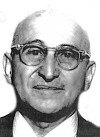
表面波マグニチュードの原型を発案したベノー・グーテンベルグ

チャールズ・リヒターが1935年に地震が発生させるエネルギー量を基準にした指標値であるローカル・マグニチュード（リヒター・スケール）を定義してから、マグニチュードと表面波の関係が研究されている。ローカル・マグニチュードは地震計の測定した振幅と震央から測定地点までの距離からマグニチュードの値を決定しており、そこに直接的には表面波は関わっていなかった。1936年にベノー・グーテンベルグとチャールズ・リヒターはローカル・マグニチュードを用いる条件を補足し、地震計が計測する表面波の周期が約20秒であること、震央と測定地点の角度が20°以上であることを付与し、それらの条件から大きく逸脱している場合はローカル・マグニチュードで算出した値は適切ではないとした。また、震央と測定地点の角度が20°以上であれば、地震が発生させる表面波の振幅と周期が変数を伴わない一次方程式の関係にあると述べた。
ベノー・グーテンベルグは1945年に、表面波の周期から表面波の振幅が算出できることに着目し、マグニチュードが表面波の振幅と震央距離（角度）から測定できると述べた。この時、マグニチュードの特性・指標値はローカル・マグニチュードを踏襲し、計測式を地震計・観測地点特有の補正を含む対数スケールで定義し、計測値をローカル・マグニチュードの近似値にするために定数の和・積で補正した。この計測式を用いる条件として、表面波の周期が約20秒であること、震央距離が20°以上であることとした。ヴィット・カールニクは1962年にベノー・グーテンベルグの計測式を改善して表面波マグニチュードの計測式を定義した。計測式を用いる条件として、震央距離が20°から160°の範囲であること、震央の深さが50km以内であることとした。IASPEIは1967年に震央の深さが50km以内の浅い地震のマグニチュードを計測する標準的な手法として、ヴィット・カールニクの定義した計測式および表面波マグニチュードを推奨することを合意した。
1999年から中国での地震規模によるカテゴライズのため中華人民共和国国家標準（GB 17740-1999）として採用されていたが、2017年により正確なマグニチュード値でカテゴライズするために国家基準を更新してモーメント・マグニチュードが代わりに採用されている。

## 定義
表面波マグニチュードは式
{\displaystyle M_{s}=\log \left({\frac {A}{T}}\right)_{\text{max}}+1.66\cdot \log \Delta +3.3}
でマグニチュードの値を定義する。{\displaystyle A}は表面波変位（µm）、{\displaystyle T}は表面波周期（秒）、{\displaystyle \Delta }は震央距離（角度）である。定数は先行して定義されたローカル・マグニチュードと値を合わせるための補正値である。表面波マグニチュードで計測したマグニチュードはMsで標記される。

## 特性
表面波マグニチュードはローカル・マグニチュードの特性・評価値を踏襲しており、地震のエネルギー量の増加に対して対数スケールで値を増加させる。そのため、ある地震のマグニチュードを表面波マグニチュードとローカル・マグニチュードで計測すると、ほぼ同等の値が得られる。
表面波マグニチュードは、ローカル・マグニチュードと異なり観測地点毎の補正値を必要としないが、ローカル・マグニチュードと同様に規模の大きい地震でマグニチュード値が収束する傾向にある。そのため、速報的なマグニチュードの報告には使われるが、巨大地震などで改めて的確なマグニチュードを報告する際にはモーメント・マグニチュードが使われる。